# Гринсберг (Индиана)
Гринсберг (англ. Greensburg) — город и административный центр округа Декейтер в штате Индиана в Соединённых Штатах Америки.
Согласно данным переписи населения США 2020 года число жителей города 
составляло 12 312 человек, что заметно больше, чем было во время предыдущей переписи проводившейся в 2010 году (11 492 человека).

## История
Гринсберг был заложен в 1822 году полковником Томасом Хендриксом, ветераном Англо-американской войны 1812 года.
В 1837 году сюда подошла железная дорога и поселение стало быстро расти: развивалось сельское хозяйство, появились литейные заводы, шляпные мастерские, оптовые бакалейщики и другие предприятия.

## География
Согласно данным Бюро переписи населения США, город Гринсберг имеет общую площадь 9,315 квадратных миль (24,13 км2), из которых 9,27 квадратных миль (24,01 км2 или 99,52%) — это суша и 0,045 квадратных миль (0,12 км2 или 0,48%) — водная поверхность.

## Климат
В Гринсберге влажный субтропический климат, который, по системе классификации климатов Кёппена, обозначается на климатических картах аббревиатурой — «Cfa». Район характеризуется относительно высокими температурами и равномерно распределенными осадками в течение года. Лето обычно несколько более влажное, чем зима, причём большая часть осадков выпадает в результате конвективной грозовой активности.